# Biton hottentottus
Espèce
Synonymes
- Daesia hottentotta Kraepelin, 1899

Biton hottentottus est une espèce de solifuges de la famille des Daesiidae.

## Distribution
Cette espèce se rencontre en Afrique du Sud et en Namibie.

## Description
Le mâle décrit par Roewer en 1933 mesure 14 mm et les femelles de 15 à 16,5 mm.

## Publication originale
- Kraepelin, 1899 : Zur Systematik der Solifugen. Mitteilungen aus dem Naturhistorischen Museum in Hamburg, vol. 16, p. 195–259 (texte intégral).